# Johnny Mars
Johnny Mars (* 7. Dezember 1942 in Laurens, South Carolina) ist ein US-amerikanischer Mundharmonikaspieler und Singer-Songwriter. Seine bevorzugte Musikrichtung ist Electric Blues. 

## Leben und Wirken
Die Eltern von Johnny Mars waren Landpächter. Während seiner Kindheit zog die Familie häufig um. Im Alter von neun Jahren erhielt Mars seine erste Mundharmonika. 1958, als Mars 15 Jahre alt war, starb seine Mutter und er zog mit seinen jüngeren Geschwistern nach New Paltz, New York. Nach dem Beenden der High School trat er in verschiedenen Clubs in New York auf. In den 1960er-Jahren unterzeichnete er einen Plattenvertrag bei Mercury Records. Während dieser Zeit war er Mitglied bei einer Band namens Burning Bush.
Mitte der 1960er-Jahre zog Mars nach San Francisco, wo er die Johnny Mars Band gründete. Zunächst fand die Band keinerlei Beachtung, aber dann bekam sie die Gelegenheit mit Magic Sam zu touren und auf den gleichen Veranstaltungen wie Earl Hooker, B. B. King und Jesse Fuller aufzutreten. Auf Empfehlung seines Freundes Rick Estrin (von Little Charlie & the Nightcats) tourte Mars 1972 durch England. Nach zwei in England produzierten Alben zog er 1978 nach Westlondon. 1984 produzierte Ray Fenwick, der unter anderem mit Ian Gillan und Spencer Davis zusammenarbeitete, das Album Life on Mars. Damit trat Mars unter anderem in der Fernsehsendung Ohne Filter auf und spielte eine Jam-Session mit Larry Carlton. 
1988 war Mars Gastmusiker auf dem Do-Ré-Mi-Album The Happiest Place in Town. 1991 spielte er die Mundharmonika auf den Bananarama-Titeln Preacher Man und Long Train Running. Mars unterrichtete 15 Jahre in britischen Grundschulen und arbeitete mit Teenagern in verschiedenen Musikprojekten. Zwischenzeitlich tourte er in Großbritannien und Europa, wo er eine starke Fanbasis hat. 1992 spielte Mars auf dem San Francisco Blues Festival und in den Jahren 2003 und 2004 trat er mit The Barrelhouse Blues Orchestra auf. Ab 2008 arbeitete er mit dem Bluesgitarristen Michael Roach zusammen und trat mit ihm auf dem Bath Music Festival (2008, England), auf dem Pocono Blues Festival (USA) und auf dem Kastav Blues Festival in Kroatien auf. Im Januar 2010 tourten Mars und Roach durch den Nahen Osten.

## Diskografie
- 1972: Blues from Mars
- 1976: Oakland Boogie
- 1980: Mighty Mars
- 1984: Life on Mars
- 1994: King of the Blues Harp
- 1999: Stateside
- 2003: On My Mind